# Pierre Padrault
Pierre Léon Padrault-Perrier (* 7. Mai 1904 in Saint-Maur-des-Fossés; † 10. Juli 1971 in Paris) war ein französischer Autorennfahrer.

## Karriere als Rennfahrer
Wie sein zwei Jahre jüngerer Bruder Felix war Pierre Padraut in den 1930er-Jahren Werksfahrer bei Tracta. Das Brüderpaar startete 1933 beim 24-Stunden-Rennen von Le Mans mit einem Tracta 1.0L I4 und erreichte den neunten Gesamtrang sowie den zweiten Klassenrang in der Klasse bis 1,1 l Hubraum. Die zweite Teilnahme bei diesem 24-Stunden-Rennen – ebenfalls auf einem Tracta 1.0L I4 – endete 1934 mit einem Ausfall. Dort war Charles Dubourg der Teamkollege.

## Statistik

### Le-Mans-Ergebnisse
| Jahr | Team                      | Fahrzeug      | Teamkollege     | Platzierung | Ausfallgrund    |
| ---- | ------------------------- | ------------- | --------------- | ----------- | --------------- |
| 1933 | SA des Automobiles Tracta | Tracta Type A | Félix Quinault  | Rang 9      |                 |
| 1934 | Jean-Albert Grégoire      | Tracta        | Charles Dubourg | Ausfall     | Zündungsschaden |